# Folkpark Tour 73
Folkpark Tour 73 es el nombre de la segunda gira de conciertos realizada por el grupo sueco ABBA, cuando todavía se llamaban Björn & Benny, Agnetha & Frida.

## Antecedentes
En 1972 los cantantes suecos Agnetha Fältskog , Björn Ulvaeus , Anni-Frid Lyngstad y Benny Andersson han formado un grupo musical llamado Abba y han lanzado su primer àlbum en marzo de 1973 .
Tras ver el éxito obtenido con los sencillios del àlbum primer álbum, ABBA decidió hacer una gira por Suecia, en los tradicionalmente llamados 'Folkparks' haciendo 68 presentaciones en 3 meses en el verano de 1973.

## Preparativos

### Promoción
Para hacer la promoción de la gira del grupo se grabó a finales de 1972 "En hälsning till våra parkarrangörer", este fue un sencillo producido para los administradores de parques para promocionar a ABBA y otros artistas de Polar y sus giras .

### Ensayos
Los ensayos tuvieron lugar en la escuela de Ekeby a cambio de un concierto privado para jóvenes de Estocolmo antes de la gira , pero este concierto nunca tuvo lugar.

## El Tour
Durante el tour grupo hay hacido 66 conciertos y fue invitado para se apresentar en festivales en Svenstavik en el festival "Svenska Marknad" el 29 de julio y en Estocolmo en el festival "Sommar i Centrum" el 1 de julio. Después el grupo fue invitado para hacer tres conciertos en Noruega en las ciudades de Kongsvinger el 16 de junio, Kornsjø el 23 de junio en el "Midsommar festival" cerca de la frontera sueca y Mysen para el "Momarkedet Festival" el 31 de agosto. 
No se conoce mucho sobre esta gira , aparentemente la recepción de los espectáculos fue positiva. Se sabe que durante la gira de los folkparks de 1973 , el grupo hay también trabajado en estudio para otros artistas de Polar Music y en el próximo álbum del grupo "Waterloo" 
Originalmente ABBA planeaba actuar principalmente los fines de semana, las ofertas para más conciertos llegaron después del éxito de 'Ring Ring'. Incluso hubo días con tres conciertos. En cierto momento, Frida se dio cuenta de que había perdido 9 kilos debido a los apresurados viajes en auto y Agnetha añoraba a su pequeña hija Linda cada vez más.
Las presentaciones del grupo consistían en asistir a varios parques, cosa que ya habían hecho muchas veces antes y que eran tradicionalmente muy modestas, donde se esperaba que los artistas hicieran 2 o a veces 3 presentaciones en un día, en diversos lugares. Ellos irían de prisa a un parque, instalarían su equipo y cantarían por 30 minutos para después correr al siguiente escenario.
El primer concierto del tour tuvo lugar en la ciudad de Gotemburgo el 15 de junio en el parque  Liseberg . Después han hacbio tres otros conciertos este día en las ciudades de Linköping y Anderstorp.
Dos días después, fue cuan do el grupo hizo más conciertos en el mismo día del tour y de la historia del grupo, al realizar cuatro conciertos en las ciudades de Regna , Högjö , Årjäng y Åmortforts.
El día 6 de julio antes de hacer un concierto en el Folkets Park de la ciudad Oskarshamn con el grupo, Agnetha y Björn bautizaron a su hija, Linda, en la ciudad de Vastervik.
Durante el tour el grupo, por falta de preparación y porque no tuvieron mucho tiempo para preparar los conciertos cuando hubo varios en el mismo día , hay hacido conciertos en lugares como en un camión de plataforma en Svenstavik el 29 de julio y en Tranemo el 11 de agosto.
El día 31 de agosto tuvo lugar el único concierto del tour fuera de Suecia , en la ciudad de Mysen en Noruega para el festival Momarkedet para el sexagésimo aniversario de la cruz roja noruega , no se sabes se este concierto fue filmado para la televisión noruega. Este también fue el primer concierto conocido del grupo fuera de Suecia.
El tour se terminó con un concierto en el Folkpark de la ciudad de Malmö el 9 de septiembre por una cuota de 3 000 coronas suecas.

## Desempeño Comercial

### Recaudación
No se conoce mucho sobre el desempeño Comercial del tour mas se sabe que las cuotas para conciertos des grupo han incrementado mucho después del successo de la canción Ring Ring como en el concierto del día 17 de julio en la ciudad de Regna donde , en 1972 , los organizadores del han Hembygdsgården tentado hacer el grupo hacer un concierto por 2 400  coronas suecas , después la cuota hay incrementado para 15 000 coronas suecas , y el mánager del grupo hay tentado sair deste contracto , la cuota normal para un concierto en esta época era de 3 000 coronas suecas .

### Atendencia
En termos de atendencia , se sabe que el público fue muy grande en algunas representaciones del grupo como en el concierto en Regna donde el público normal para este parque fue de 500 personas y Abba hay hacido el concierto para 3 000 personas .

## Canciones Presentadas
La siguiente es la lista de canciones interpretadas durante la fecha del 30 de junio en Gävle y no representa en la totalidad de la misma:
- primera canción : Ring-Ring (versión sueca)

- People Need Love

- He Is Your Brother

- Love Isn't Easy

- Nina, Pretty Ballerina

- Barnvisor (popurrí de canciones suecas infantiles)

- I Get Around (originalmente cantada por The Beach Boys)

- Nu Har Turn Kommit Till Mig (cantada por todos los miembros y Benny Andersson tocando el ukulele)

- Vart Ska Min Kärlek Föra (Agnetha Fältskog Solo)

- Omkring tiggarn från Luossa (canción de "The Hootnanny Singers") (Björn Ulvaeus Solo)

- Man vill ju leva lite dessemmelan (Anni-Frid Lyngstad Solo)

- última canción : Ring-Ring (versión inglesa)

| Notas                                                                              |
| ---------------------------------------------------------------------------------- |
| - El orden de las canciones nunca ha sido confirmado excepto la primera y última . |

## Conciertos
| Fecha                        | Ciudad         | País    | Lugar                                     | Audiencia      | Recadacion |
| ---------------------------- | -------------- | ------- | ----------------------------------------- | -------------- | ---------- |
| 15 de junio 1973 (19:00)     | Göteborg       | Suecia  | Liseberg                                  | -              | -          |
| 15 de junio 1973             | Linköping      | Suecia  | Folkets Park                              | -              | -          |
| 15 de junio 1973             | Anderstorp     | Suecia  | -                                         | -              | -          |
| 16 de junio 1973             | Kongsvinger    | Noruega | -                                         | -              | -          |
| 16 de junio 1973 (21:00)     | Rättvik        | Suecia  | Parken                                    | -              | -          |
| 16 de junio 1973 (24:00)     | Avesta         | Suecia  | Parken                                    | -              | -          |
| 17 de junio 1973 (13:00)     | Regna          | Suecia  | Hembygdsgärden                            | 3,000          | 15,000 SEK |
| 17 de junio 1973 (16:00)     | Högsjö         | Suecia  | -                                         | -              | -          |
| 17 de junio 1973 (21:00)     | Årjäng         | Suecia  | -                                         | -              | -          |
| 17 de junio 1973 (23:00)     | Åmotfors       | Suecia  | -                                         | -              | -          |
| 22 de junio 1973 (22:00)     | Lappvattnet    | Suecia  | -                                         | -              | -          |
| 23 de junio 1973 (01:00)     | Lycksele       | Suecia  | Fabövallen                                | -              | -          |
| 23 de junio 1973 (13:30)     | Kornsjø        | Noruega | (Midsommar festival)                      | -              | -          |
| 23 de junio 1973 (21:30)     | Överkalix      | Suecia  | -                                         | -              | -          |
| 23 de junio 1973 (24:00)     | Tärendö        | Suecia  | -                                         | -              | -          |
| 30 de junio 1973 (22:00)     | Östervåla      | Suecia  | -                                         | -              | -          |
| 30 de junio 1973 (24:00)     | Gävle          | Suecia  | -                                         | -              | -          |
| 1 de julio 1973 (17:00)      | Söderbykarl    | Suecia  | -                                         | -              | -          |
| 1 de julio 1973 (19:30)      | Estocolmo      | Suecia  | Kungsträdgarden                           | -              | -          |
| 3 de julio 1973 (22:00)      | Visby          | Suecia  | Murgrönan                                 | -              | -          |
| 4 de julio 1973              | Gamleby        | Suecia  | Folk Parken                               | 3,500          | -          |
| 5 de julio 1973 (22:00)      | Simonstorp     | Suecia  | -                                         | -              | -          |
| 6 de julio 1973 (23:00)      | Oskarshamn     | Suecia  | Folkets Park                              | -              | -          |
| 7 de julio 1973 (22:00)      | Södertälje     | Suecia  | -                                         | -              | -          |
| 7 de julio 1973 (23:00)      | Mariefred      | Suecia  | -                                         | -              | -          |
| 8 de julio 1973 (19:30)      | Grängesberg    | Suecia  | Folkets Park                              | -              | -          |
| 8 de julio 1973 (22:00)      | Dala-Floda     | Suecia  | -                                         | -              | -          |
| 13 de julio 1973             | Köping         | Suecia  | -                                         | -              | -          |
| 14 de julio 1973 (00:30)     | Estocolmo      | Suecia  | Dyschan Club                              | -              | -          |
| 14 de julio 1973 (21:30)     | Säter          | Suecia  | Säterdalens Folkparken                    | -              | -          |
| 14 de julio 1973 (23:30)     | Borlänge       | Suecia  | -                                         | -              | -          |
| 15 de julio 1973 (19:30)     | Storön         | Suecia  | Folkparken                                | -              | 2,057 SEK  |
| 15 de julio 1973 (23:00)     | Mora           | Suecia  | -                                         | -              | -          |
| 20 de julio 1973 (23:00)     | Sunnemo        | Suecia  | Folkets Park                              | -              | -          |
| 21 de julio 1973 (21:30)     | Lysvik         | Suecia  | -                                         | -              | -          |
| 21 de julio 1973 (24:00)     | Sysslebäck     | Suecia  | -                                         | -              | -          |
| 22 de julio 1973 (18:00)     | Kungsbacka     | Suecia  | -                                         | -              | -          |
| 22 de julio 1973 (21:00)     | Vegby          | Suecia  | -                                         | -              | -          |
| 22 de julio 1973             | Upplands Väsby | Suecia  | Bonnlunda                                 | -              | -          |
| 27 de julio 1973 (20:00)     | Hammarstrand   | Suecia  | Qul I Backen (Tratöjordsbacken)           | -              | -          |
| 28 de julio 1973 (21:30)     | Noraström      | Suecia  | -                                         | -              | -          |
| 28 de julio 1973 (23:00)     | Viskan         | Suecia  | Folkets Park                              | -              | -          |
| 29 de julio 1973 (19:30)     | Östersund      | Suecia  | Jamtli                                    | -              | -          |
| 29 de julio 1973 (22:00)     | Svenstavik     | Suecia  | Galhammarudden (Festival Svensta Marknad) | 4,000          | 3,000 SEK  |
| 3 de agosto 1973 (21:00)     | Alstermo       | Suecia  | Hasselbacken                              | -              | -          |
| 3 de agosto 1973 (23:30)     | Kalmar         | Suecia  | Folkets Park                              | -              | -          |
| 4 de agosto 1973 (21:15)     | Mariestad      | Suecia  | Karlshome Folkets Park                    | -              | -          |
| 4 de agosto 1973 (23:30)     | Falköping      | Suecia  | Folkets Park                              | -              | -          |
| 5 de agosto 1973 (16:30)     | Lerdala        | Suecia  | Gröna Lund                                | 3,000          | -          |
| 5 de agosto 1973 (19:00)     | Trädet         | Suecia  | -                                         | -              | -          |
| 11 de agosto 1973 (17:00)    | Tranemo        | Suecia  | Parkudden                                 | -              | -          |
| 11 de agosto 1973            | Kiruna         | Suecia  | -                                         | -              | -          |
| 12 de agosto 1973 (20:00)    | Skellefteå     | Suecia  | Bursiljum Folkparken                      | 1,700 (1,800?) | -          |
| 14 de agosto 1973 (21:00)    | Söderhamn      | Suecia  | -                                         | -              | -          |
| 17 de agosto 1973 (22:30)    | Nykroppa       | Suecia  | -                                         | -              | -          |
| 18 de agosto 1973            | Hofors         | Suecia  | -                                         | -              | -          |
| 20 de agosto 1973 (24:00)    | Estocolmo      | Suecia  | Malmen Club                               | -              | -          |
| 24 de agosto 1973 (22:30)    | Österbybruk    | Suecia  | -                                         | -              | -          |
| 25 de agosto 1973 (21:30)    | Örebro         | Suecia  | -                                         | -              | -          |
| 25 de agosto 1973 (24:00)    | Kristinehamn   | Suecia  | -                                         | -              | -          |
| 26 de agosto 1973 (15:00)    | Karlstad       | Suecia  | -                                         | -              | -          |
| 31 de agosto 1973            | Mysen          | Noruega | Momarkedet Festival                       | -              | -          |
| 1 de septiembre 1973 (21:00) | Karlskoga      | Suecia  | -                                         | -              | -          |
| 1 de septiembre 1973 (23:00) | Vretstorp      | Suecia  | Folkets Park                              | 1,889          | -          |
| 2 de septiembre 1973 (16:00) | Nääs           | Suecia  | Plockmarknad (Lions Club Floda-Garbo)     | -              | -          |
| 2 de septiembre 1973         | Gotemburgo     | Suecia  | Restaurant Lobo                           | -              | -          |
| 7 de septiembre 1973 (20:30) | Sölvseborg     | Suecia  | -                                         | -              | -          |
| 8 de septiembre 1973 (21:00) | Kristianstad   | Suecia  | -                                         | -              | -          |
| 9 de septiembre 1973 (20:00) | Malmö          | Suecia  | Folkets Park                              | -              | 3,000 SEK  |